# Непријатељ пред вратима
Непријатељ пред вратима (енгл. Enemy at the Gates) је ратни филм из 2001. године у коме главне улоге играју: Џуд Ло, Рејчел Вајс, Џозеф Фајнс и Ед Харис. 

## Радња филма
Урал. Деда учи свог унука Василија Зајцева да пуца из пушке из заседе. Међутим, Василиј промашује и вук зграби коња за врат.
1942, врхунац Стаљинградске битке. Совјетски војници прелазе Волгу под нападима непријатељских авиона. Зајцев је на једном од бродова. На пристаништу војници добијају пушку и штипаљку за двоје и шаљу их у борбу. Совјетски одред иде у напад преко трга, али нацисти, повукавши своје снаге, покоше их као траву. Борци баријерског одреда истребљују војнике Црвене армије у повлачењу. Добро нишан хитац разбија совјетски аутомобил који се приближава, његов путник, политички инструктор Данилов, крије се међу мртвима. Он ће пуцати из пушке на групу нациста на одмору, али, чувши Зајцевов савет, даје му пушку и Зајцев покоси целу групу.
Никита Хрушчов, један од вођа одбране Стаљинграда, наређује политичким комесарима да ојачају морал бранилаца града. Данилов се сећа Зајцева, совјетска пропаганда промовише Зајцева. Све више нових војника савладава снајперске вештине, а за борбу против њих немачка команда шаље у Стаљинград најискуснијег стрелца, мајора Кенига.
Током пуцњаве у робној кући, хладнокрвни Кениг упуца двојицу Зајцевових другова. Искусни снајпериста Куликов стиже да помогне Зајцеву, он је студирао у истој школи као и Кениг. Зајцев и Куликов упадају у заседу Кенига, али он наређује да се њихов друг Волођа обуче у немачку униформу и тера га на отворено под маском нацистичког сигналиста. Куликов пуца у Волођу и пада под Кенигов хитац.
Кениг тера Зајцева у замку. Василиј је спашен само захваљујући помоћи локалног полицајца Тање Чернове. Осећања се јављају између Тање и Василија. У међувремену, Хрушчов захтева да Данилов убрза исход дуела са немачким снајперистим, пошто га посматрају сви браниоци града. Сам Данилов је привучен Тањом и, сазнавши за Зајцевову љубавну везу, прети му чињеницом да ће га пријавити властима.
Локални становник, млади обавештајац Саша Филиппов, стиче поверење у Кенига и даје му дезинформације о Зајцевовим плановима. Кениг, након што је на крају сазнао да га Саша вара, виси га више, позивајући Зајцева на завршни дуел у области железничке станице. Зајцев одлази у последњи лов на Кенига, обећавајући да ће га убити по сваку цену. Тања, која заједно са Сашином мајком покушава да се евакуише на другу страну Волге, тешко је рањена током бомбардовања испред Данилова.
Током последње битке између снајпериста, очајни политички инструктор помаже Зајцеву, излажући се пуцњу, и жртвује свој живот да би разоткрио Немца. Кениг пуца и, мислећи да је убио Зајцева, одлази до његовог тела не скривајући се, али открива да је то замка. Као фаталиста, признаје губитак и, уместо да трчи, кротко скида капу, откривајући чело. Василиј пуца у Кенига.
Пролазе два месеца. фебруара 1943. године. Стаљинградска битка се завршава победом Црвене армије. Не без потешкоћа, срећни Василиј проналази Тању, која се опоравља, у војној болници...

## Улоге
| Глумац                  | Улога                  |
| ----------------------- | ---------------------- |
| Џуд Ло                  | Василиј Зајцев         |
| Рејчел Вајс             | Тања Чернова           |
| Џозеф Фајнс             | комесар Данилов        |
| Боб Хоскинс             | Никита Хрушчов         |
| Ед Харис                | мајор Ервин Кениг      |
| Матијас Хабих           | генерал Фридрих Паулус |
| Ева Матес               | мама Филипова          |
| Габријел Маршал-Томпсон | Саша Филипов           |
| Рон Перлман             | Куликов                |
| Софи Ројс               | Људмила                |